# Hurley Road
Hurley Road (8 de abril de 1978 -?) fue un caballo de carreras, campeón del hipismo puertorriqueño. Hijo de Road at Sea en Hurley Hussy por Hospitality, nació el 8 de abril de 1978 en la Hacienda Don Tomás, en Puerto Rico. Fue el 4.º ganador de la Triple Corona del hipismo de Puerto Rico, además de destacado corredor clásico que triunfó en todas las distancias y contra caballos de todas las edades, tanto nativos como importados.

## Campaña como dosañero
Hurley Road debutó en el Hipódromo El Nuevo Comandante, de Canóvanas, Puerto Rico, el 4 de julio de 1980, representando al Isla Stable, cuyo propietario era Francisco González Rivera. Fue montado por el jinete Héctor R. Morales y entrenado por Luis Salinas. En esa carrera no llegó a ocupar puestos de paga ( i.e. llegó más atrás del 5.º lugar). Su primera victoria como corredor la logró el 30 de julio de ese año, montado por el jinete Pedro Luis Salinas.
No logró ninguna victoria clásica como dosañero, pero en 8 participaciones en la pista, logró ganar 4 carreras, llegando segundo en una ocasión, tercero en otra, cuarto en otra y una vez en puestos sin premio, acumulando 32 221 dólares en ganancias.

## Campaña como tresañero
Luego de su 3.ª carrera como tresañero, Hurley Road cambió de dueño, esta vez representando al Establo Pro. Ahora, sería entrenado por Javier Maymó.
El ejemplar logró entrar al grupo de potros y potrancas que participaría en la Triple Corona de Puerto Rico, compuesta por los Clásicos Copa Gobernador, Derby Puertorriqueño y Copa San Juan. Montado por el jinete Rubén Colón, Hurley Road logró ganar las tres carreras, convirtiéndose en el 4.º caballo puertorriqueño en lograr tal hazaña, después de Camarero (1954), Cardiólogo (1961) y El Rebelde (1966).
Ya Hurley Road había demostrado un estilo de carrera casi invariable que le sería característico. Arrancaba quedando entre tercero y cuarto en la línea de carreras, para entonces, en la última curva, apretar el paso y rebasar a todos los demás ejemplares que tendría enfrente. El único color de su Establo Pro era el amarillo, y al llevar como aperos la muserola ("noseband") y las gríngolas de color amarillo, más el rabo decorado con tres lazos del mismo color, le daban a Hurley Road una apariencia especial que lo hacían fácilmente reconocible en la pista.
Su primera confrontación contra caballos de mayor edad fue en el Clásico Ramón Llobet Jr., a distancia de 1-1/8 millas, donde logró vencer a todos los participantes, incluyendo a campeones locales como Orlando G., Olímpico y Ribot's Verset - este último poseedor de casi todas las marcas de velocidad de pista que había en el hipódromo en aquel entonces.
Hurley Road se clasificó para representar a Puerto Rico en el Clásico Internacional del Caribe, que se celebraría en la Isla en diciembre de 1981. Lo montaría su jinete habitual, Rubén Colón, y junto al triple coronado boricua, participarían representando también a Puerto Rico los ejemplares Papelón y Ribot Lady. Hurley Road hizo su ritmo normal de carrera, pero al llegar a recta final, no pudo avanzar y quedó rezagado, llegando en el 7.º lugar. La carrera la ganaría el caballo panameño El Cómico, llegando Ribot Lady en el segundo lugar.
El triplecoronado boricua terminó su campaña como tresañero con 15 participaciones, con 12 victorias de forma consecutiva, 2 segundos y una sola vez fuera el dinero, ganando 258.982 dólares en premios. Por sus ejecutorias como tresañero, recibió premios como "Tresañero Nativo 1981" y "Caballo del Año 1981".

## Campaña como caballo mayor
Hurley Road continuó ganando numerosas carreras y varios clásicos en sus 4 años. Como queriendo demostrar que lo ocurrido en el Clásico del Caribe fue solo un hecho aislado, derrotó a caballos importados en el Clásico José de Diego. Logró ganar nuevamente el Clásico Ramón Llobet Jr. Como cuatroañero, logró participar en 13 carreras, ganando 11 de ellas, con un segundo y un tercero, ganando $148 719 en premios.
También, logró derrotar por segunda vez a caballos importados, esta vez en distancia de 1,400 metros, dando ventaja en peso ( i.e. llevando más peso que el resto de los caballos), algo que ocurre pocas veces en el hipismo puertorriqueño. Obtuvo destacadas participaciones en otros clásicos, como un 2º lugar en el Clásico Santiago Iglesias Pantín y tres terceros lugares en los Clásicos Antonio R. Barceló, Día del Veterano y Eugenio María de Hostos.
A pesar de que continuó siendo un ganador consistente, su rendimiento bajó con los años. En 1985, con 7 años, participó solo en 4 carreras, ganando dos de ellas. Ese año fue retirado como corredor. De por vida, Hurley Road participó en 51 carreras, ganó 34 de ellas, con 7 segundos, 5 terceros, 1 cuarto, 1 quinto y solo 3 veces fuera del dinero. Acumuló  529 365 $  en premios.

## Reconocimientos posteriores
Hurley Road fue exaltado al Salón de la Fama del Hipismo Puertorriqueño en el año 2000. Desde el año 2003 al 2005, se celebró el Clásico Hurley Road, en su honor, en el Hipódromo "El Nuevo Comandante". Los ganadores de este Clásico fueron Tío Gelín Spirit (2003), Verset King (2004) y el campeón clásico Gold Gift (2005).

## Árbol genealógico
Road at Sea, padre de Hurley Road, ganó varios clásicos y fue un prolífico padrillo ( i.e. padrote). Hurley Road fue su único hijo nacido en Puerto Rico - los demás son de Estados Unidos -, y también, fue el mayor ganador de dinero de toda su prole. Otros medio hermanos de Hurley Road que se destacaron en el hipismo, incluyen a Rye at Sea (EUA), nacido en 1977, que fue ganador clásico y acumuló $160.240  en premios; también Seven Valleys (EUA, 1972-2003), ganadora clásica y exitosa madre; casi todos sus potros son ganadores clásicos, entre ellos, Coolin It, Fappavalley, Regal Valley y Silver Valley.
Entre sus ancestros por parte de padre, Hurley Road cuenta con Bald Eagle (EUA, 1955-1977), ganador clásico con $692.922 en premios y destacado padrillo; Nasrullah (R.U., 1940-1959), gran campeón en Gran Bretaña, destacado padrillo en Estados Unidos; Muntaz Mahal (R.U., 1921-?), velocísima yegua británica, ganadora clásica y una de las más importantes madres del siglo XX; Phalaris (R.U., 1913-1931), otro gran corredor inglés, uno de los grandes padrillos de ese país del siglo XX; The Tetrarch (IRL, 1911-1935), de curioso color rucio moteado, considerado el dosañero del siglo XX en Gran Bretaña; Fair Play (EUA, 1905-1929), padre del gran campeón estadounidense Man O' War y miembro del Salón de la Fama del Hipismo de ese país; y Eclipse (R.U., 1764-1789), uno de los grandes caballos de carreras de todos los tiempos, padre de numerosos ganadores clásicos - casi todos los purasangres tienen a Eclipse como ancestro, incluyendo a ganadores de triples coronas, como el propio Hurley Road.
Hurley Hussy, su madre, por su parte, no fue una gran corredora, y produjo solo tres potros, entre Hurley Road, Feminista (PR, 1987) y Cornish Hussy (EUA, 1976) - solo Hurley fue ganador destacado. Entre sus ancestros, se cuenta con Hail to Reason (EUA, 1958-1976), ganador clásico y padre de ganadores clásicos; Turn-to (IRL, 1951-?) y Questionnaire (EUA, 1927-1950), ganadores clásicos. También está incluido Fair Play, ancestro también de Road at Sea. Otra ancestro de Hurley Hussy destacada es Entreaty, de Nueva Zelanda (1920-?), madre del gran campeón australiano Phar Lap.
Finalmente, de acuerdo con la base de datos Pedigree Online Thoroughbred, Hurley Road no tuvo descendencia propia.